# Ange Chiappe
Pour les autres membres de la famille, voir famille Chiappe.
Ne doit pas être confondu avec Angelo Chiappe.
Ange Marie Chiappe, né à Sartène (Corse), le 29 octobre 1760, mort à Paris le 18 juillet 1826, est un homme politique français, député de la Corse à la Convention nationale dont il est secrétaire.

## Famille
Ange Chiappe est issu d'une influente famille corse de négociants originaires de Gênes. Son frère, Jean-François, juge avant la Révolution française, meurt procureur-général à la cour impériale d'Ajaccio.
Son fils, Jean-Jacques Chiappe, officier du génie, reçut en 1814 la légion d'honneur du Roi pour des anciens travaux faits à la direction du Génie. Pendant les Cent jours, il est fait officier d'ordonnance de Napoléon Ier le 29 mai 1815, puis chef de bataillon du génie et officier de la légion d'honneur.

## Les débuts
Contrôleur des actes à Sartène, il est élu suppléant par le tiers état de la Corse aux États généraux de 1789.
Porté colonel général à la tête d'un bataillon de gardes nationaux à la chute de l'Ancien Régime, il est élu au directoire du département.

## La Convention
Le 17 septembre 1792, il est élu 2e représentant corse sur 6 à la Convention nationale. Modéré, il siège parmi les Girondins. Dans le procès de Louis XVI, il vote pour l'appel au peuple, la détention du roi déchu puis sa déportation une fois la paix déclarée, et le sursis à l'exécution du jugement.
Il est élu secrétaire de la Convention le 20 avril 1793, puis est envoyé en mission dans le Midi, où il est notamment en proie à l'insurrection populaire à Toulon, le 25 floréal an III. Il est ensuite attaché à l'armée des Alpes.

## Le Directoire et l’Empire
Membre du conseil des Cinq-Cents à partir du 23 vendémiaire an IV, il s'oppose le 7 novembre 1795 à la condamnation de certains députés accusés d'avoir participé à l'insurrection royaliste du 13 vendémiaire an IV.
Sans avoir soutenu le coup d'État de Bonaparte, il est nommé par le Premier Consul, consul aux États-Unis, à Göteborg (Suède) et Carthagène (Espagne). Le 10 décembre 1811, il est ensuite nommé sous-préfet à Alba, dans le nouveau département de la Stura.
À la première restauration en 1814, il quitte la vie publique et revient à Paris pour y habiter le restant de sa vie. Il était chevalier de l'ordre royal de l’Étoile polaire de Suède et de Norvège.

## Source
- Auguste Kuscinski, Dictionnaire des conventionnels, Paris, Société de l'histoire de la Révolution française, éditions F. Rieder, 1916
- A.V. Arnault, Biographie nouvelle des contemporains, Librairie historique, 1821
- « Ange Chiappe », dans Adolphe Robert et Gaston Cougny, Dictionnaire des parlementaires français, Edgar Bourloton, 1889-1891 [détail de l’édition]